# Modestad

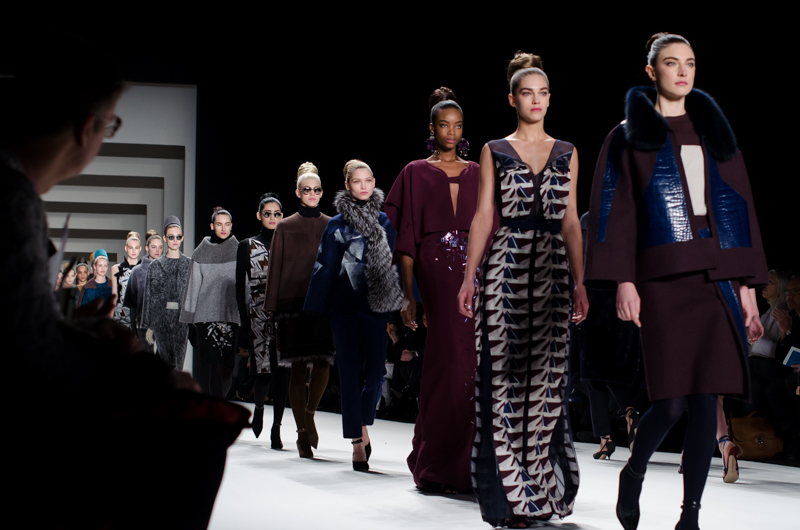
Haute couture-modellen lopen over de catwalk tijdens New York Fashion Week

Een modestad (of modehoofdstad) is een belangrijk centrum voor de mode-industrie. In een modestad maken activiteiten als de productie en verkoop van modeartikelen, mode-evenementen en -beurzen een aanzienlijke deel uit van de totale economische activiteiten.
De "Big Four" modehoofdsteden van de wereld zijn Parijs, New York, Londen en Milaan.